# Delma torquata
Delma torquata là một loài thằn lằn trong họ Pygopodidae. Loài này được Kluge mô tả khoa học đầu tiên năm 1974.